# La Revue blanche

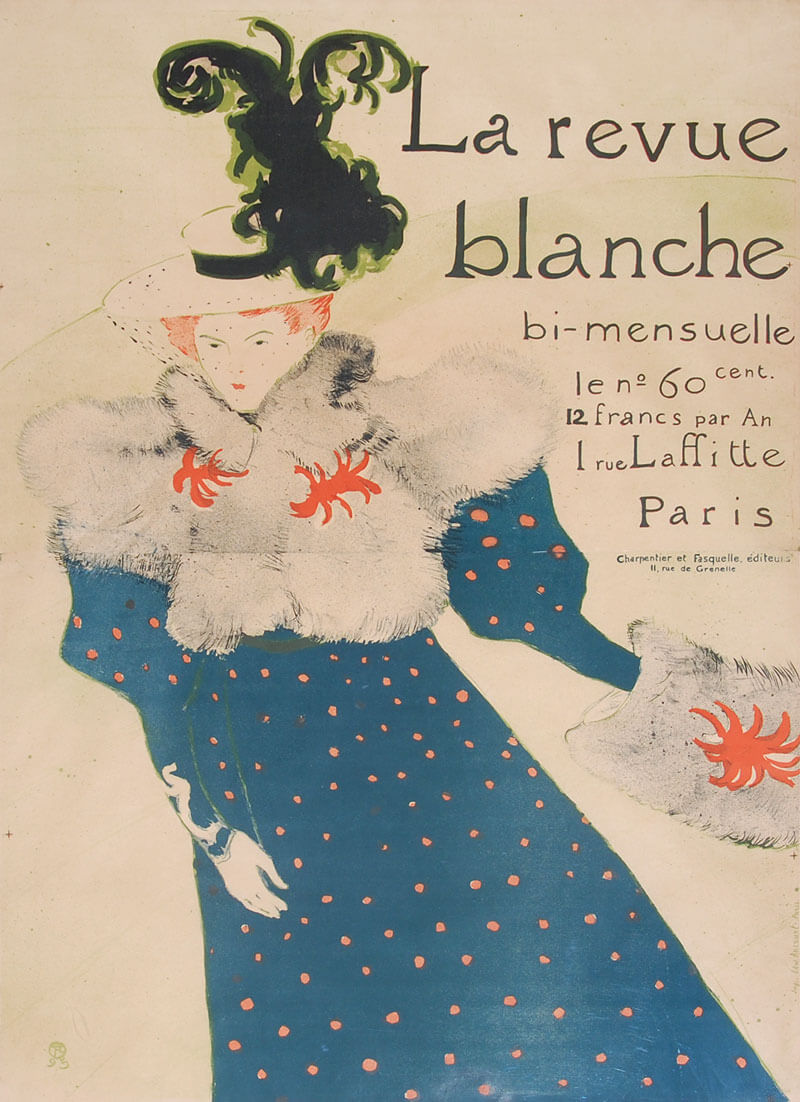
Misia Sert auf dem Plakat „La Revue blanche“ von Henri de Toulouse-Lautrec (1895)

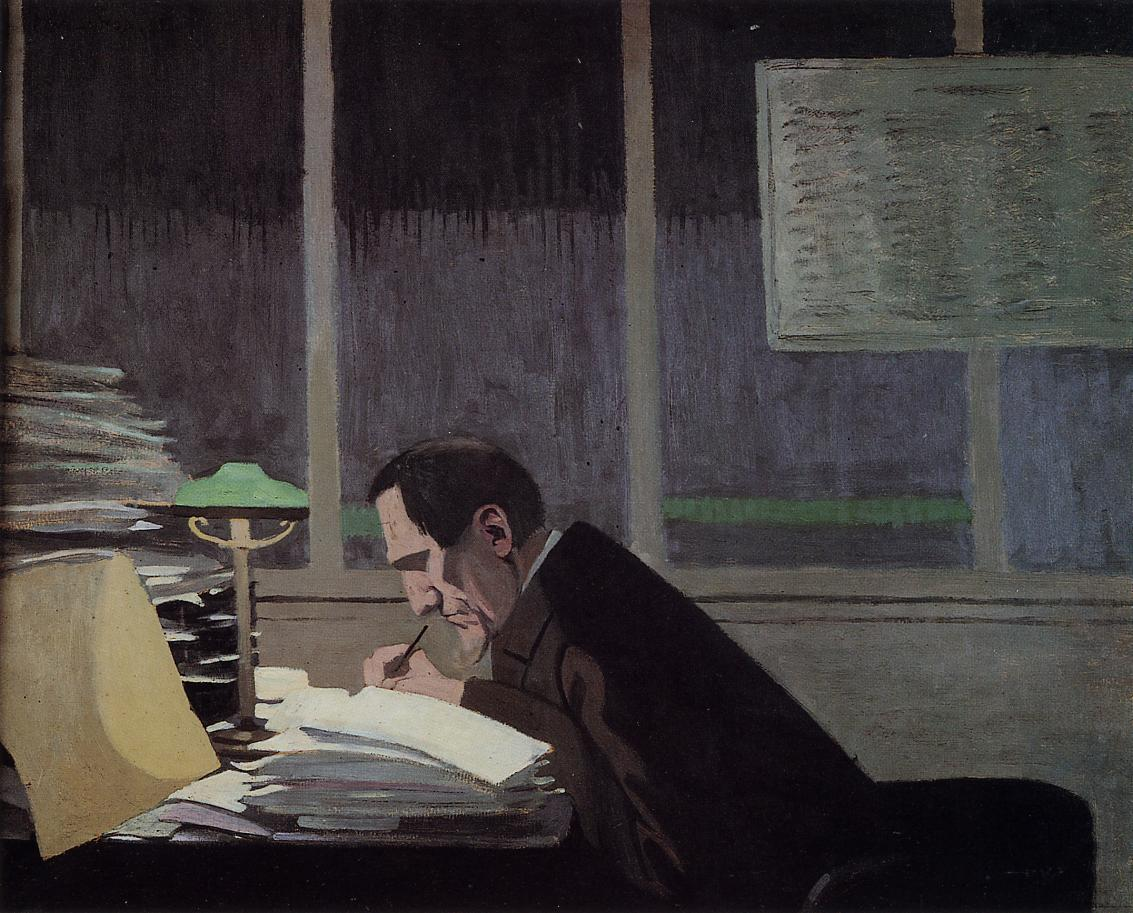
Vallotton: Félix Fénéon in der Redaktion von „La Revue blanche“

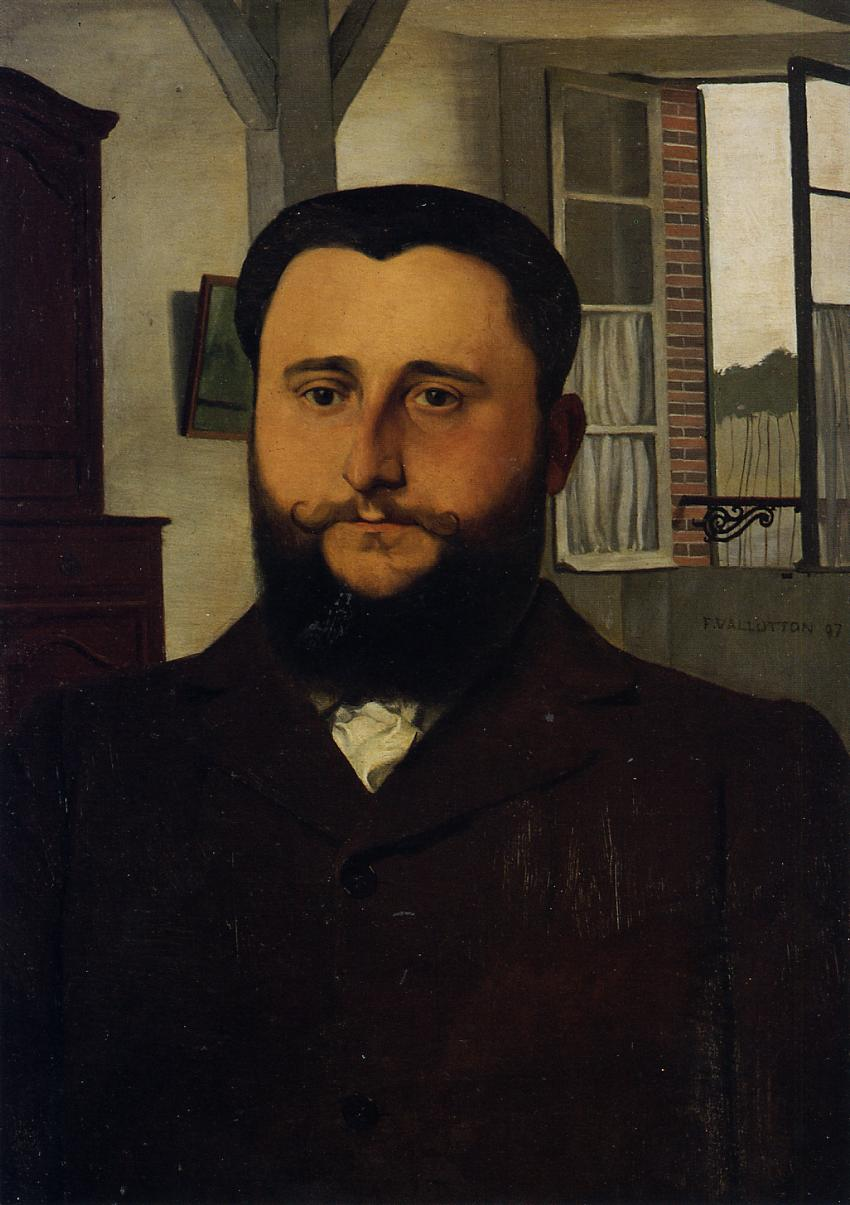
Herausgeber Tadeusz Natanson, gemalt von Vallotton (1898)

La Revue blanche war eine literarisch-künstlerische Zeitschrift, die in Paris 1889 bis 1903 zweimonatlich von der Gebrüdern Alexander, Thaddäus und Ludwig-Alfred Natanson, Söhnen des in Paris wohnhaften polnischen Bankiers und Kunstsammlers Adam Natanson, herausgegeben wurde.
Die Zeitschrift war als Konkurrenz und Gegensatz zum „Mercure de France“ beabsichtigt. In der Schriftleitung waren Félix Fénéon, Lucien Muhlfeld und Léon Blum tätig. Die Ehefrau von Thaddäus Natanson, Misia Sert, stand mehrmals Modell zu den Umschlagbildern der Zeitschrift.
„La Revue blanche“ verteidigte 1898 den zu Unrecht angeklagten und verurteilten Alfred Dreyfus.

## Mitarbeiter
- Zo d’Axa
- Victor Barrucand
- Tristan Bernard
- Léon Blum
- Romain Coolus
- Claude Debussy
- Félix Fénéon
- Édouard Grenier
- Charles Henry
- Alfred Jarry
- Gustave Kahn
- Octave Mirbeau
- Lucien Muhlfeld
- Émile Pouget
- Marcel Proust
- Misia Sert
- Henri de Toulouse-Lautrec
- Pierre Veber
- Paul Verlaine